# Ronald Harwood
Ronald Harwood (Ciudad del Cabo, 9 de noviembre de 1934-Sussex, 8 de septiembre de 2020) fue un escritor y guionista cinematográfico británico. Reconocido por escribir el guion de El pianista, premiado con un Óscar, y por las adaptaciones al cine de obras como Oliver Twist o El amor en los tiempos del cólera.

## Biografía
Se trasladó a Londres en 1951 para seguir la carrera en el teatro. Después de asistir a la Real Academia de Arte Dramático, se unió a la Shakespeare Company de Sir Donald Wolfit, uno de los últimos grandes directores de actores en Gran Bretaña. De 1953 a 1958, Harwood fue el vestidor personal de Sir Donald. Después aprovecharía esta experiencia al escribir su obra, The Dresser, y escribir una biografía, Sir Donald Wolfit, CBE: Su vida y obra en el teatro pasado de moda.
En 1960, comenzó una nueva carrera como escritor y es muy prolífico, penning obras de teatro, novelas y libros de no-ficción. Asimismo, a menudo trabajó como guionista, pero rara vez escribió material original directamente de la pantalla, y no actuando como un adaptador, a veces de su propio trabajo (en particular The Dresser).
Uno de los temas recurrentes en el trabajo de Harwood es su fascinación por el escenario, sus artistas y los artesanos. Dicho tema apareció repetidamente tanto en la ya mencionada The Dresser como en sus obras Después de los leones (en torno a Sarah Bernhardt), Otro tiempo (acerca de un talentoso pianista), Cuarteto (el envejecimiento en los cantantes de ópera) y su libro de no-ficción Todo el mundo entero es el escenario, una historia general del teatro. Harwood también tuvo interés en la Segunda Guerra Mundial, como quedó de manifiesto en las películas de la Operación Amanecer, La Declaración, El Pianista, y  Tomando caras. Basado en historias reales, las dos últimas películas característica de los músicos como sus personajes principales.
También escribió el guion de las películas La versión Browning (1994) con Albert Finney, Julia Ser (2004), Annette Bening y Jeremy Plancha, y la versión de Oliver Twist dirigida por Roman Polanski en (2005) con Ben Kingsley como protagonista.
Ganó un Óscar por el guion de El Pianista, que ya había sido nominado para el Dresser con anterioridad.
Fue presidente del PEN Club Inglés de 1989 a 1993, y de PEN Internacional, de 1993 a 1997. También fue miembro, desde 1974, y presidente de la Sociedad Real de Literatura (2001 a 2004) y fue presidente de la Real Caja Literaria (2005). Fue caballero de la Orden de las Artes y las Letras (1996) y comendador de la Orden del Imperio Británico en 1999.
El actor Sir Antony Sher es su primo.
En 2003 fue elegido miembro de la Academia Serbia de Ciencias y Artes en el Departamento de Lengua y Literatura.
Falleció el 8 de septiembre de 2020 en Londres, por causas naturales.

## Filmografía
- The Dresser (1983) (Guionista y Productor)
- Countdown to War (1989)
- La versión Browning (1994)
- Cry, el Amado País (1995)
- El pianista (2002)
- Conociendo a Julia (2004)
- Oliver Twist (2005)
- El amor en los tiempos del cólera (2007)
- La escafandra y la mariposa  (2007), Guionista;
- Australia (2008)

## Premios y distinciones
Premios Óscar
| Año  | Categoría            | Película                    | Resultado |
| ---- | -------------------- | --------------------------- | --------- |
| 1984 | Mejor guion original | La sombra del actor         | Nominado  |
| 2003 | Mejor guion adaptado | El pianista                 | Ganador   |
| 2008 | Mejor guion adaptado | La escafandra y la mariposa | Nominado  |

Globos de Oro
| Año  | Categoría   | Película    | Resultado |
| ---- | ----------- | ----------- | --------- |
| 1983 | Mejor guion | The Dresser | Candidato |

Premios BAFTA
| Año  | Categoría            | Película                    | Resultado |
| ---- | -------------------- | --------------------------- | --------- |
| 1983 | Mejor guion adaptado | The Dresser                 | Candidato |
| 1994 | Mejor guion adaptado | La versión Browning         | Candidato |
| 2002 | Mejor guion adaptado | El pianista                 | Candidato |
| 2007 | Mejor guion adaptado | La escafandra y la mariposa | Ganador   |